# C.J. Sansom
C.J. Sansom, Christopher John Sansom (ur. 9 grudnia w Edynburgu w Szkocji, zm. 27 kwietnia 2024) – brytyjski prawnik i pisarz, autor historycznych powieści kryminalnych i powieści sensacyjnych. Autor dziejącego się w czasach Tudorów cyklu o Matthew Shardlake’u. Ceniony między innymi ze względu na zachowanie realiów historycznych.

## Życiorys
Christopher John Sansom urodził się w Edynburgu 9 grudnia 1952 roku. Uczęszczał tam do prywatnej męskiej szkoły George Watson's College, którą źle wspominał z powodu prześladowania przez kolegów. Obronił doktorat z historii na University of Birmingham, a następnie zajął się prawem. Przez pewien czas praktykował jako solicitor w Sussex, po czym zdecydował się poświęcić całkowicie pisaniu.
W 2012 roku rozpoznano u Sansoma szpiczaka mnogiego. Zmarł w hospicjum w pobliżu swojego domu w Brighton 27 kwietnia 2024 roku, w wieku 71 lat. Przed śmiercią pracował nad ósmą powieścią z cyklu o Matthew Shardlake’u Ratcliff, lecz jej nie ukończył.

## Nagrody
Za Alchemika (Dark Fire) Sansom otrzymał w 2005 nagrodę Ellis Peters Historical Dagger, przyznawaną przez Stowarzyszenie Pisarzy Literatury Kryminalnej, zaś w 2022 Cartier Diamond Dagger za całokształt twórczości. Papierowe imperium (Dominion) zostało wyróżnione w 2012 Nagrodą Sidewise za historię alternatywną.

## Adaptacje
Dwie powieści cyklu: Komisarz (Dissolution) oraz Księga objawienia (Revelation) zostały zaadaptowane jako słuchowiska BBC Radio 4. Na podstawie Komisarza został również nakręcony dla Disney+ miniserial Shardlake .

## Twórczość

### Cykl z Matthew Shardlakiem
- Komisarz (Dissolution, 2003)
- Alchemik (Dark Fire, 2004)
- Rebelia (Sovereign, 2006)
- Księga objawienia (Revelation, 2008)
- Inwazja (Heartstone, 2010)
- Lamentacje (Lamentation, 2014)
- Serce Anglii (Tombland, 2018)

### Pozostałe powieści
- Zima w Madrycie (Winter in Madrid, 2006)
- Papierowe imperium (Dominion, 2012)

Polskie tłumaczenia książek C.J. Sansoma zostały wydane przez Wydawnictwo Albatros.